# Afrobahamians
Els afriobahamians o bahamians d'ascendència africana són els bahamians que tenen avantpassats africans, particularment de l'Àfrica central. Els primers afroamericans que van arribar a les Bahames procedien de Bermudes i eren lliberts que buscaven una nova vida.

## Orígens
Els primers esclaus que van ser portats a l'arxipèlag de les Bahames provenien de les Bermudes, lloc en el qual la majoria dels esclaus provenien de l'actual Angola i Ghana.
La majoria dels esclaus importats a les Bahames provenien d'Àfrica central] (uns 37.000). També hi va haver uns 800 esclaus importats de la zona de Senegàmbia, 1187 de l'actual Sierra Leone, 1030 de la zona de Costa d'Ivori, 484 de l'actual Ghana, 10443 del Golf de Benín. S'han comptabilitzat més de 21.000 esclaus que procedien de l'actual Nigèria (sobretot igbos), de la zona del Golf de Biafra i de les illes veïnes equatoguineanes. Ètnicament, la majoria dels afrobahamians tenen orígens akans (fante-aixanti), iorubes, fulanis i kongos. Això es pot veure per la influència de les seves llengües en l'anglès bahamià. També hi ha molts afrobahamians que descendeixen de gullahs dels actuals Estats Units que foren importats a les illes durant la Revolució Americana. El 1821 hi va haver angolans que van emigrar des dels Estats Units fins a les Bahames.
En l'actualitat hi ha més de 30.000 haitians que viuen a les Bahames, la majoria afroamericans.

## Història
Els primers afrobahamians van arribar des de les Bermudes amb un grup d'aventurers eleutherans (membres de religions independents que es van assentar a l'illa d'Eleuthera a finals de la dècada de 1640) que eren lliberts que buscaven una vida nova. Després de la Independència dels Estats Units, hi va haver 7.300 colons britànics que van establir-se a les Bahames amb els seus esclaus en compensació per la seva pèrdua. Aquests loyalists van establir plantacions en moltes illes i van esdevenir una força política important a la capital. Els bahamians amb ascendència europea ben aviat van ser superats en nombre pels esclaus africans i van esdevenir minoria.
El 1807 els britànics van abolir el comerç d'esclaus. Durant les dècades següents van redistribuir a milers d'esclaus africans que foren alliberats per la Royal Navy. L'1 d'agost de 1834 es va signar l'Acta d'Abolició de l'Esclavitud de 1833, en la que aquesta fou prohibida a gairebé tot l'Imperi Britànic.
A la dècada de 1820 centenars d'esclaus estatunidencs i seminoles negres van escapar des del Cap Florida fins a les Bahames i es van assentar sobretot al nord-est de l'Illa d'Andros, en la que van fer l'assentament de Red Bays. Es creu que van ser uns 300 esclaus que van fugir en canoes. Aquest fet està commemorat per un memorial al Parc Estatal Bill Baggs de Cape Florida i alguns dels seus descendents encara continuen mantenint tradicions dels seminoles negres en l'artesania de la cistelleria i les tombes.
El Servei dels Parcs Nacionals dels Estats Units, que administra la Xarxa de l'Underground Railroad (xarxa de cases segures per a l'escapament dels esclaus) treballa conjuntament amb el Museu Afrobahamià i el Centre de Recerques ABAC de Nassau per tal d'identificar el poblat de Red Bays com un lloc relacionat amb la cerca de la llibertat dels esclaus estatunidencs. El museu ha documentat els seminoles negres que van fugir del sud de Florida i vol donar-ho a conèixer.
El 1818 el govern britànic va aprovar que tots els esclaus que eren portats a les Bahames de fora les Índies Britàniques Occidentals hauria d'estar alliberat. Uns 300 esclaus propietat d'estatunidencs foren alliberats entre el 1830 i el 1835. Els vaixells esclavistes estatunidencs Comet i Encomium que comerciaven amb esclaus als Estats Units van naufragar a l'illa Abaco el desembre de 1830 i el febrer de 1834 respectivament. Els funcionaris colonials britànics van confiscar-ne els esclaus i els van alliberar. En el primer vaixell hi havia 165 esclaus i en el segon 48, per als que Gran Bretanya va acabar pagant una indemnització als Estats Units.
Oficials britànics també van alliberar 78 esclaus del vaixell Enterprise el 1835 i 38 de l'Hermosa que va naufragar a l'illa Abaco el 1840. El cas més important fou l'alliberació de 128 esclaus que eren portats de Virgínia per a ser venuts a Nova Orleans en el vaixell Creole i que s'havien revoltat. Aquest ha estat descrit com la revolta d'esclaus més important de la història dels Estats Units.
Aquests incidents, en els que es va alliberar 447 esclaus que pertanyien a ciutadans estatunidencs van provocar un augment de la tensió entre els Estats Units i Gran Bretanya tot i que anteriorment havien cooperat en patrulles contra el comerç d'esclaus. Els Estats Units, que estava preocupat per l'estabilitat del seu comerç intern d'esclaus va argumentar que la Gran Bretanya no hauria de coaccionar els seus vaixells com si formessin part del comerç d'esclaus internacional. Els Estats Units estaven preocupats per si l'èxit de l'Aixecament del Creole encoratjaria més revoltes d'esclaus en vaixells mercants estatunidencs.

## Demografia
Actualment, els afrobahamians són la majoria de la població del país. Concretament, representen el 85% de la seva població. Això ha ajudat a fer que aquests hagin pogut optar a uns estàndards de vida més elevats que els seus avantpassats.

## Cultura africana original
La cultura bahamiana és híbrida de la cultura europea, africana i d'altres cultures.
Alguns afrobahamians practiquen la religió obeah (màgia), sobretot de la comunitat haitiano-bahamiana, a les Illes de la Família de les Bahames. Això es fa tot i que la seva pràctica és il·legal i perseguida per la llei. El junkanoo és una desfilada tradicional bahamiana que inclou música, danses i art a Nassau i altres pobles durant el Dia de la Boxa i el Dia d'Any Nou. El Junkanoo també es practica en altres esdeveniments com el Dia de l'Emancipació.
Les famílies afrobahamianes practiquen regates festives.
La cultura bahamiana és rica en creences, llegendes i folklore.
La música de les Bahames està associada amb el junkanoo, però també té altres estils musicals d'origen afrocaribeny com el calipso i la soca, que es van originar a Trinitat i Tobago. Un altre estil musical propi de les Bahames és el ripsaw, originari de les Illes Turks i Caicos.

## Religió
El 96% dels afrobahamians són cristians (dels quals el 96% són evangèlics). D'aquests, el 97,7% són protestants, el 12,1% són catòlics, el 10% són anglicans, el 6,7% pertanyen a esglésies independents i el 3,5% són considerats cristians d'altres esglésies. Del total de la població, el 2% pertanyen a altres religions, l'1% són no religiosos i l'1% restant professen religions considerades ètniques.

## Llengua
Tot i que la llengua oficial de les Bahames és l'anglès, la majoria de la seva població parla anglès bahamià, un dialecte de l'anglès intermedi entre l'anglès estàndard i el dialecte bahamià. Entre les diverses illes hi ha diferències lingüístiques dialectals menors, sobretot en la seva pronunciació. El crioll bahamià també ha rebut influència del ioruba el fulani i el kikongo. La segona llengua més parlada al país és el crioll haitià, que és parlat per entre 30.000 i 60.000 immigrants haitians que viuen al país, molts dels quals són immigrants il·legals.

### Influències africanes
Aquests són alguns exemples de paraules de llengües africanes que existeixen en l'anglès bahamià:
1. yinna - vosaltres (ioruba)
2. jook (v.) - apunyalar o empènyer (fulani)
3. nanny (v.n.) - caca o defecar (kikongo)
4. cut eye - una expressió que es troba en molts criolls caribenys i atlàntics que significa "per mirar", literalment, aclucar els ulls o tallar els ulls.
5. Jumbay - fantasma (kikongo)
6. Yam - menjar, relacionat amb la paraula africana nyam.